# Benin az 1988. évi nyári olimpiai játékokon
Benin a dél-koreai Szöulban megrendezett 1988. évi nyári olimpiai játékok egyik részt vevő nemzete volt. Az országot az olimpián 2 sportágban 7 sportoló képviselte, akik érmet nem szereztek.

## Atlétika
Férfi
| Versenyző                                                                   | Versenyszám     | Előfutam | Előfutam | Előfutam | Negyeddöntő | Negyeddöntő | Negyeddöntő | Elődöntő | Elődöntő | Elődöntő | Döntő   | Döntő    |
| Versenyző                                                                   | Versenyszám     | Idő      | Hely.    | Össz.    | Idő         | Hely.       | Össz.       | Idő      | Hely.    | Össz.    | Idő     | Helyezés |
| --------------------------------------------------------------------------- | --------------- | -------- | -------- | -------- | ----------- | ----------- | ----------- | -------- | -------- | -------- | ------- | -------- |
| Issa Alassane-Ousséni                                                       | 100 m           | 10,72    | 3.       | 60.      | 10,83       | 8.          | 46.         | kiesett  | kiesett  | kiesett  | kiesett | kiesett  |
| Issa Alassane-Ousséni                                                       | 200 m           | 21,74    | 4.       | 45.      | kiesett     | kiesett     | kiesett     | kiesett  | kiesett  | kiesett  | kiesett | kiesett  |
| José de Souza                                                               | 110 m gát       | 15,05    | 7.       | 38.      | kiesett     | kiesett     | kiesett     | kiesett  | kiesett  | kiesett  | kiesett | kiesett  |
| Fortune Ogouchi Patrice Mahoulikponto Dossou Vignissy Issa Alassane-Ousséni | 4 × 100 m váltó | 41,52    | 5.       | 24.      |             |             |             | kiesett  | kiesett  | kiesett  | kiesett | kiesett  |

Női
| Versenyző     | Versenyszám | Előfutam | Előfutam | Előfutam | Negyeddöntő | Negyeddöntő | Negyeddöntő | Elődöntő | Elődöntő | Elődöntő | Döntő   | Döntő    |
| Versenyző     | Versenyszám | Idő      | Hely.    | Össz.    | Idő         | Hely.       | Össz.       | Idő      | Hely.    | Össz.    | Idő     | Helyezés |
| ------------- | ----------- | -------- | -------- | -------- | ----------- | ----------- | ----------- | -------- | -------- | -------- | ------- | -------- |
| Félicite Bada | 100 m       | 12,27    | 7.       | 54.***   | kiesett     | kiesett     | kiesett     | kiesett  | kiesett  | kiesett  | kiesett | kiesett  |
| Félicite Bada | 200 m       | 25,42    | 6.       | 51.      | kiesett     | kiesett     | kiesett     | kiesett  | kiesett  | kiesett  | kiesett | kiesett  |

*** - három másik versenyzővel azonos eredményt ért el

## Cselgáncs
| Versenyző           | Versenyszám | Csoport | Selejtező         | 32-es főtábla                    | Nyolcaddöntő      | Negyeddöntő       | Elődöntő          | Vigaszág nyolcaddöntő | Vigaszág negyeddöntő | Vigaszág elődöntő | Bronz- mérkőzés   | Döntő             | Helyezés |
| Versenyző           | Versenyszám | Csoport | Ellenfél Eredmény | Ellenfél Eredmény                | Ellenfél Eredmény | Ellenfél Eredmény | Ellenfél Eredmény | Ellenfél Eredmény     | Ellenfél Eredmény    | Ellenfél Eredmény | Ellenfél Eredmény | Ellenfél Eredmény | Helyezés |
| ------------------- | ----------- | ------- | ----------------- | -------------------------------- | ----------------- | ----------------- | ----------------- | --------------------- | -------------------- | ----------------- | ----------------- | ----------------- | -------- |
| Daniel Dohou Dossou | Könnyűsúly  | A       | erőnyerő          | Steffen Stranz (FRG) · 0001–1000 | kiesett           | kiesett           | kiesett           |                       |                      |                   |                   |                   | 19.      |

* - Az A csoportban szereplő, eredetileg bronzérmes brit Kerrith Brownt utólag kizárták, ezért Dohou Dossou a 20. helyett a 19. helyen végzett.